# نوفا براتا دو إيغواسو

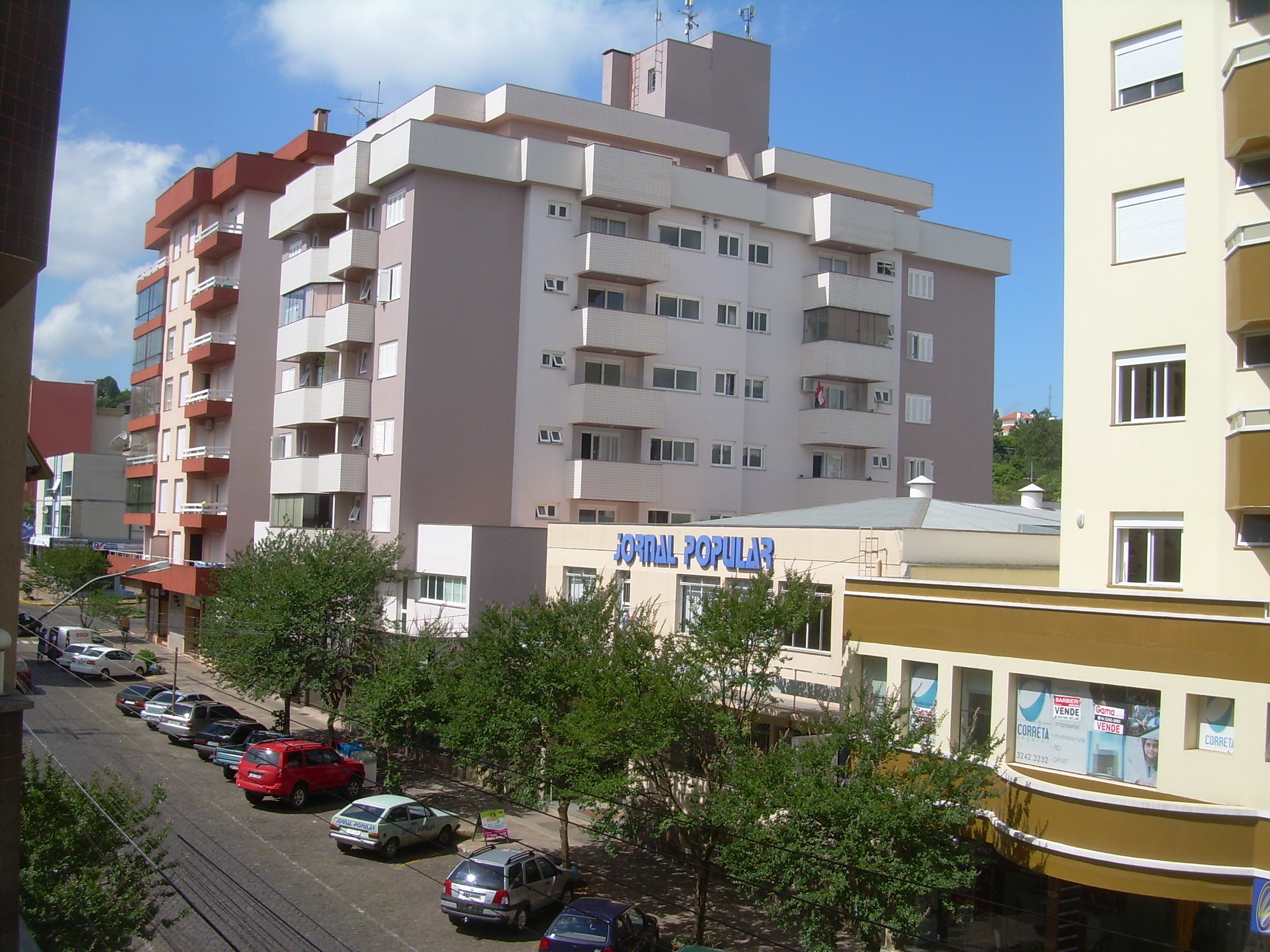

نوفا براتا دو إيغواسو بلدية في ولاية بارانا في المنطقة الجنوبية من البرازيل.